# Dodecadodecaedro ditrigonal
En geometría, el dodecadodecaedro ditrigonal (o dodecadodecaedro ditrigonario) es un poliedro uniforme estrellado, indexado como U41. Tiene 24 caras (12 pentágonos y 12 pentagramas), 60 aristas y 20 vértices. Su símbolo de Schläfli extendido es b{5,5⁄2}, como un gran dodecaedro combinado; y su diagrama de Coxeter-Dynkin es . Posee cuatro construcciones equivalentes  mediante triángulos de Schwarz (por ejemplo, una que posee símbolo de Wythoff 3 | 5⁄3 5 y diagrama de Coxeter-Dynkin ).

## Poliedros relacionados
Su envolvente convexa es un dodecaedro normal. Además, comparte su disposición de vértices con el pequeño icosidodecaedro ditrigonal (que tiene las caras pentagrámicas en común), el  gran icosidodecaedro ditrigonal (que tiene las caras pentagonales en común) y el compuesto de cinco cubos normal.
| a{5,3}                             | a{5⁄2,3}                        | b{5,5⁄2}                    |
| =                                  | =                               | =                           |
| ---------------------------------- | ------------------------------- | --------------------------- |
| Pequeño icosidodecaedro ditrigonal | Gran icosidodecaedro ditrigonal | Dodecadodecaedro ditrigonal |
| Dodecaedro (envolvente convexa)    | Compuesto de cinco cubos        |                             |

Además, puede verse como un dodecaedro facetado: las caras pentagrámicas están inscritas en los pentágonos del dodecaedro. Su dual, el gran icosaedro triámbico, es una estelación del icosaedro.
Es topológicamente equivalente a un espacio cociente del teselado pentagonal de orden-6 hiperbólico, al transformar los pentagramas nuevamente en pentágonos regulares. Como tal, es un poliedro regular de índice dos: